# Marlou van Rhijn
Marlou van Rhijn (Monnickendam, 22 ottobre 1991) è un'atleta paralimpica ed ex nuotatrice olandese.
Soprannominata Blade Babe, compete nella categoria T43-T44 dopo essere stata amputata di entrambe le gambe a causa di una deformità alla nascita.
Nel proprio palmarès vanta tre titoli paralimpici, cinque titoli mondiali e quattro europei. È anche detentrice dei record mondiali nei 100, 200 e 400 metri piani, rispettivamente con tempi di 12"79, 25"64 e 1'00"78.

## Biografia
Originaria della città di Monnickendam, nasce con una deformità delle gambe e in giovane età è costretta a subire l'amputazione di entrambi gli arti inferiori, all'altezza del ginocchio.
Entra nel mondo dello sport inizialmente come nuotatrice, prendendo parte ai campionati europei e mondiali di nuoto paralimpico (50 e 100 metri stile libero della classe S9). Malgrado una carriera in ascesa, decide di abbandonare tale disciplina nel 2010 per mancanza di motivazione.
Nel maggio 2010, dopo aver incontrato l'allenatore della nazionale paralimpica olandese Guido Bonsen, inizia a praticare l'atletica leggera.
L'agosto del 2012 vola nel Regno Unito in occasione dei Giochi paralimpici di Londra. La competizione, tuttavia, non prevede gare per la sua categoria di disabilità (T43, per gli atleti amputati sotto il ginocchio) e l'olandese diviene così l'unica rappresentante della classe T43 a prendere parte alle gare dei 100 e 200 metri T44. La giovane di Monnickendam si dimostra subito in buona forma, qualificandosi per la finale dei 100 m con un nuovo record mondiale T43 di 13"27. In finale arriva seconda in 13"32, seguendo di sei centesimi la favorita Marie-Amelie le Fur. È invece grande protagonista nella finale dei 200 metri, dove riesce a prendersi la rivincita sulla rivale francese con un tempo da primato mondiale di 26"18. Per i suoi meriti sportivi, l'11 settembre seguente è nominata Cavaliere dell'Ordine di Orange-Nassau dal primo ministro Mark Rutte.
Nel luglio 2017, a seguito di numerosi studi in merito alla lunghezza delle protesi dei biamputati, il Comitato Paralimpico Internazionale annuncia la cancellazione di tutti i record delle categorie T/F43 e T/F42, inclusi i primati dell'atleta olandese.

## Palmarès
| Anno | Manifestazione       | Sede           | Evento          | Risultato | Prestazione | Note                                     |
| ---- | -------------------- | -------------- | --------------- | --------- | ----------- | ---------------------------------------- |
| 2012 | Europei paralimpici  | Stadskanaal    | 100 m piani T44 | Oro       | 13"62       | Miglior prestazione personale stagionale |
| 2012 | Europei paralimpici  | Stadskanaal    | 200 m piani T44 | Oro       | 26"98       |                                          |
| 2012 | Giochi paralimpici   | Londra         | 100 m piani T44 | Argento   | 13"32       |                                          |
| 2012 | Giochi paralimpici   | Londra         | 200 m piani T44 | Oro       | 26"18       | Miglior prestazione personale stagionale |
| 2013 | Mondiali paralimpici | Lione          | 100 m piani T44 | Oro       | 13"02       |                                          |
| 2013 | Mondiali paralimpici | Lione          | 200 m piani T44 | Oro       | 26"74       |                                          |
| 2014 | Europei paralimpici  | Swansea        | 100 m piani T44 | Oro       | 13"18       |                                          |
| 2014 | Europei paralimpici  | Swansea        | 200 m piani T44 | Oro       | 26"89       |                                          |
| 2014 | Europei paralimpici  | Swansea        | 400 m piani T44 | Bronzo    | 1'01"88     |                                          |
| 2015 | Mondiali paralimpici | Doha           | 100 m piani T44 | Oro       | 12"80       | Miglior prestazione personale stagionale |
| 2015 | Mondiali paralimpici | Doha           | 200 m piani T44 | Oro       | 25"75       |                                          |
| 2016 | Giochi paralimpici   | Rio de Janeiro | 100 m piani T44 | Oro       | 13"02       |                                          |
| 2016 | Giochi paralimpici   | Rio de Janeiro | 200 m piani T44 | Oro       | 26"16       |                                          |
| 2017 | Mondiali paralimpici | Londra         | 100 m piani T44 | Argento   | 13"20       |                                          |
| 2017 | Mondiali paralimpici | Londra         | 200 m piani T44 | Oro       | 26"02       | Record dei campionati                    |